# Glossario di geometria descrittiva
Questa pagina è un glossario dei termini usati nella geometria descrittiva.

## A

### Angolo di massima pendenza di un piano

Angolo di massima pendenza di (angolo diedro con il piano orizzontale)

L'angolo di massima pendenza (o giacitura) di un piano alfa è l'angolo diedro tra il piano alfa e qualsiasi altro piano orizzontale di riferimento.
Per misurare l'angolo di massima pendenza di un piano si può procedere come per ogni angolo diedro tra due piani {\displaystyle A} e {\displaystyle B}: fissato un terzo piano {\displaystyle C} perpendicolare ad entrambi, si considerano le rette di intersezione tra {\displaystyle A} e {\displaystyle C} e tra {\displaystyle B} e {\displaystyle C}, quindi si misurano gli angoli tra di esse.

## C

### Complanarità
Due elementi geometrici si dicono complanari quando giacciono su uno stesso piano. Tali elementi possono essere formate da rette e/o da figure piane. Perciò, si possono usare termini come rette complanari, poligoni complanari e coniche complanari.
In considerazione del fatto che tre punti non allineati individuano un solo piano, per cui la Complanarità tra due figure piane, può essere verificata solo quando tali figure sono ottenute come sezioni di due distinte stelle di rette eseguite con uno stesso piano.

### Condizioni di reciprocità
La condizione di reciprocità è una relazione che regola le posizioni rispettive di due o più oggetti nello spazio.
Alcune condizioni di reciprocità sono la distanza, l'incidenza (come tangenza, parallelismo e perpendicolarità), e la corrispondenza biunivoca (prospettiva oppure omologica).

### Costruzione geometrica
Il termine costruzione geometrica indica quell'insieme di operazioni di disegno, eseguite in uno stesso piano o nello spazio, finalizzate a risolvere molteplici problemi geometrici, come quelli che riguardano in generale le condizioni di reciprocità e i problemi di misura tra enti geometrici assegnati e/o da determinare.

### Curva cicloidica
Una curva cicloidica è, in geometria descrittiva, una curva, sia piana (in tale caso si chiama rulletta o roulette), sia sghemba come le eliche sferiche, che si ottiene da un punto di una conica, eventualmente degenere, detta generatrice, mentre questa esegue un movimento rigido intorno ad un'altra conica, detta direttrice.
Vediamo due esempi relativi a due coniche complanari. 
- Se la generatrice è una circonferenza e la direttrice una retta si ha la cosiddetta cicloide;
- Se generatrice e direttrice sono due circonferenze complanari, secondo le misure dei raggi e le posizioni reciproche di tali circonferenza si possono avere numerose forme di curve, quali l'epicicloide, l'epitrocoide e casi particolari come la cardioide o la lumaca di Pascal.

## D

### Direttrice
La direttrice è una curva utilizzata per la costruzione geometrica di altre curve e superfici; la definizione esatta varia a seconda del tipo di costruzione utilizzato.

## L

### Linea di terra
La linea di terra è la retta d'intersezione tra due piani di proiezioni ortogonali. Essa può essere:
- principale, se separa il piano verticale dal piano orizzontale;
- secondaria, se divide il piano laterale dal piano orizzontale.

## P

### Piano bisettore
Il piano bisettore di un angolo diedro è il piano che divide il diedro in due diedri uguali. In altri termini, è il luogo dei punti equidistanti dai due semipiani che definiscono il diedro. Su ogni piano perpendicolare allo spigolo del diedro, le sezioni del diedro e del suo piano bisettore sono un angolo e la sua bisettrice.

### Piano proiettante
Il piano proiettante è un piano passante per un punto fissato (il centro di proiezione o la sorgente di luce). Viene utilizzato per determinare l'immagine prospettica di una retta.
Quando la proiezione non è unica, come nel metodo di Monge, un piano è proiettante rispetto ad una proiezione se passa per il suo relativo centro di proiezione (Si parla ad esempio di "piano proiettante in prima proiezione").

### Polilobata
Una superficie è detta polilobata se il suo bordo è unione di archi di curve lisce. Se queste sono tutte curve piane la polilobata è detta piana, altrimenti sghemba.
Il pilastro a fascio, ad esempio, ha per sezione una superficie polilobata piana.

### Proiezione parallela
Nelle proiezioni parallele gli elementi di riferimento sono individuati da un centro di proiezione improprio, cioè da una direzione, e da un piano di proiezione, detto piano di quadro o semplicemente quadro. Secondo l'angolo che forma la direzione di tale centro di proiezione rispetto al quadro, le proiezioni parallele possono essere suddivise in due categorie: proiezioni ortogonali e proiezioni oblique.
- Le proiezioni ortogonali includono metodi di rappresentazione come quello delle doppie proiezioni ortogonali (secondo il metodo di Monge), e quello dell'assonometria ortogonale (isometrica, dimetrica e trimetrica).
- Le proiezioni oblique includono il metodo dell'assonometria obliqua (cavaliera militare, cavaliera frontale e generica)

### Punto di fuga
Nella prospettiva il punto di fuga di una retta {\displaystyle r} è un punto {\displaystyle F_{r}} sul piano di proiezione, comune alle immagini prospettiche di ogni retta parallela a quella data. 
In altri termini, il punto di fuga di una retta è la proiezione del suo punto improprio (o punto a infinito, o direzione).

### Punto improprio
Un punto improprio è la direzione comune ad un fascio di rette parallele. Corrisponde ad un punto all'infinito o punto ideale dello spazio proiettivo, unico punto di intersezione di due delle suddette rette.
In prospettiva un punto improprio {\displaystyle r} viene rappresentato sul quadro da un punto {\displaystyle F_{r}}, che può essere proprio o improprio a seconda del metodo utilizzato:
- nel caso di proiezioni centrali {\displaystyle F_{r}} è un punto proprio, detto punto di fuga;
- nel caso di proiezioni parallele {\displaystyle F_{r}} è un punto improprio.

## R

### Retta proiettante
Il termine retta proiettante viene usato per indicare qualsiasi retta passante per un stabilito centro di proiezione.
- Nel metodo di Monge: poiché in esso esistono due o più centri di proiezione ortogonali, rispettivamente, a due o più piani di proiezione, esistono altrettante rette proiettanti. Per esempio: la retta che ha la stessa direzione del primo centro di proiezione, cioè quella verticale, viene detta "retta proiettante in prima proiezione ortogonale".
- Nel metodo della prospettiva, tutte le rette della stella di rette passanti per il punto di vista sono dette rette proiettanti. Pertanto, l'immagine prospettica di una retta proiettante {\displaystyle r} è un punto in cui traccia e fuga di {\displaystyle r} sono coincidenti.

L'utilizzo delle rette proiettanti nei vari metodi di proiezione è finalizzato a determinare l'immagine di punti notevoli di un dato oggetto {\displaystyle K}. Per esempio l'immagine prospettica di un punto {\displaystyle P} di {\displaystyle K}, si determina come punto d'intersezione tra la retta proiettante passante per {\displaystyle P} e per il punto di vista con un stabilito piano di proiezione.

### Ribaltamento
In geometria euclidea il ribaltamento indica la rotazione intorno a una retta che porta un piano a coincidere con un altro.
Il ribaltamento di un piano su se stesso è la simmetria rispetto a un asse.
In geometria descrittiva il ribaltamento viene applicato per misurare le dimensioni di figure piane che giacciono su un piano non parallelo al quadro.

### Riduzione assonometrica
La riduzione assonometrica è il riscalamento che subisce un segmento nella proiezione assonometrica.
Se il segmento è di lunghezza unitaria ed è parallelo a uno degli assi di riferimento, la sua riduzione assonometrica viene detta unità di misura relativa all'asse corrispondente. Nell'assonometria isometrica l'unità di misura è uguale per tutti tre gli assi di riferimento ed è 0,816.

## S

### Sezione
Il termine sezione indica una condizione d'incidenza tra due elementi geometrici.

### Scanalatura
La scanalatura, in geometria descrittiva, indica una serie polare di una cavità praticata lungo la superficie di un solido {\displaystyle K}. Per eseguire tale cavità occorre utilizzare un solido che abbia asse parallelo a quello del solido scanalato {\displaystyle K} e che sia, preferibilmente, omotetico allo stesso {\displaystyle K}.

## T

### Traccia
La traccia di un piano o di una retta è la sua intersezione con un fissato piano, il piano di proiezione (o quadro).
Nel metodo di Monge, dove si ha più di un piano di proiezione, ogni traccia è relativa ad un fissato piano. Rispetto ai due piani principali di proiezione si parla di prima traccia e seconda traccia.

### Triangolo delle tracce
Il triangolo delle tracce ha per vertici i punti d`intersezione del quadro con i tre assi di riferimento {\displaystyle x}, {\displaystyle y} e {\displaystyle z} e quindi ha per lati le rette d`intersezione del quadro coi piani di riferimento {\displaystyle xy}, {\displaystyle xz} e {\displaystyle yz}.